# Homoioteleuton
Ein Homoioteleuton, bisweilen auch Homöoteleuton genannt (altgriechisch ὁμοιοτέλευτον homoiotéleuton), ist eine rhetorische Figur aus der Gruppe der Klangfiguren. Unter einem Homoioteleuton wird die Wiederholung derselben Wortendung in aufeinanderfolgenden Wörtern verstanden. Im Gegensatz zum Reim kann es sich dabei auch um unbetonte Wortendungen handeln (siehe unten das englische Beispiel mit rapidly und quickly, die sich nicht reimen).

## Ursprung
Der Name Homoioteleuton ist zusammengesetzt aus dem griechischen ὁμοῖος homoios, deutsch ‚ähnlich, gleichartig‘ und ἡ τελευτή teleute, deutsch ‚Ende‘. Andere Schreibweisen sind Homoeoteleuton, Omoioteliton, Omoioteleton. Im Lateinischen wird dieser Begriff als similiter desinens (ähnlich ausklingend) wiedergegeben.
Das Homoioteleuton wird als eine der möglichen Quellen diskutiert, die die Entstehung des Endreims gespeist haben könnten, der nach Ausklang der Klassizität in der Spätantike plötzlich auftritt, schnell immer beliebter wird und bald die europäische Dichtung ein gutes Jahrtausend lang beherrschen sollte. Demgegenüber ist einzuwenden, dass das Homoioteleuton in der vorangegangenen Literatur der Mittelmeerwelt nie etwas anderes war als ein kurioses literaturkundliches Sammlerstück, es jedoch ab Beginn des Frühmittelalters in den keltischen (Irland, Wales) und germanischen (insbes. althochdeutscher Sprachraum) Literaturen als (ein) formales Hauptkennmal poetischer Struktur auftritt.

## Geschichte
Das Homoioteleuton wurde zuerst von Aristoteles in seiner Rhetorik beschrieben, in der er es als zwei aufeinanderfolgende Verszeilen definierte, welche mit Wörtern mit identischen Endungen enden. Als Beispiel brachte er:

«ᾦήϑησαν αὐτὸν παιδίον τετοκέναι,

ἀλλ' αὐτοῦ αἴτιον γεγονέναι»

„ôiêthêsan auton paidion tetokenai,

all' autu aition gegonenai“

Eine Sonderform des Homoioteleuton, die aus Flexionsformen im gleichen Kasus besteht, ist das Homoioptoton; zum Beispiel „cui (sc. Pompeio) se hic (sc. Milo) tradidisset praesertim omnia audienti, magna metuenti, multa suspicanti, nonnnulla credenti.“

## Beispiele
- heb.: Tohuwabohu
- eng.: The waters rose rapidly, and I dove under quickly.
- eng.: He is esteemed eloquent which can invent wittily, remember perfectly, dispose orderly, figure diversly [sic], pronounce aptly, confirm strongly, and conclude directly.
- frz.: liberté, egalité, fraternité
- lat.: diligere formam, neglegere famam
- lat.: Urbi et orbi
- lat.: veni, vidi, vici (Alliteration, Klimax, Asyndetische Aufzählung und Homoioteleuton)
- … und verschlang die kleine fade Made ohne Gnade. Schade! (Heinz Erhardt: Die Made)
- mitgegangen, mitgefangen, mitgehangen
- trau, schau, wem
- klein, aber fein
- Ihm ist, als ob es tausend Stäbe gäbe … (Rainer Maria Rilke: Der Panther)
- rund und gesund
- Erklärbär
- Anne Kaffeekanne (Fredrik Vahle)
- Kacke-Attacke[4]
- Sommer und Winter
- Auf Hitze folgen Blitze[5]
- Ratz fatz